# Louis của Pháp, Đại Trữ quân
Louis của Pháp (tiếng Pháp: Louis de Bourbon; 1 tháng 11 năm 1661 – 14 tháng 4 năm 1711) là trưởng nam của Louis XIV của Pháp hay còn biết đến với vương hiệu ''Vua mặt trời'' và María Teresa của Tây Ban Nha. Louis từng là trữ quân cho ngai vàng nước Pháp từ khi sinh ra nhưng ông qua đời trước cả cha mình nên ông chưa bao giờ trở thành vua của Pháp.
Con trai trưởng của ông là Vương tử Louis, Công tước xứ Bourgogne trở thành trữ quân của Pháp sau khi ông qua đời, nhưng cũng đã tạ thế trước ông nội là Louis XIV 3 năm. Vì thế, con trai thứ 2 của Louis là Vương tử Louis, Công tước xứ Anjou lúc đó mới 5 tuổi đã lên kế vị ngai vàng với vương hiệu là Louis XV dưới sự nhiếp chính của Philippe II xứ Orléans. Trước đó, con trai thứ của ông là Vương tử Philipp, Công tước xứ Anjou đã được chọn để thừa kế ngai vàng Tây Ban Nha với vương hiệu là Felipe V. Vì thế, tuy chưa bao giờ làm vua, nhưng ông lại là ông tổ của 4 dòng Bourbon cai trị ở châu Âu, gồm có: Bourbon-Pháp, Bourbon-Tây Ban Nha, Bourbon-Parma và Bourbon-Hai Sicilia.

## Những năm đầu đời

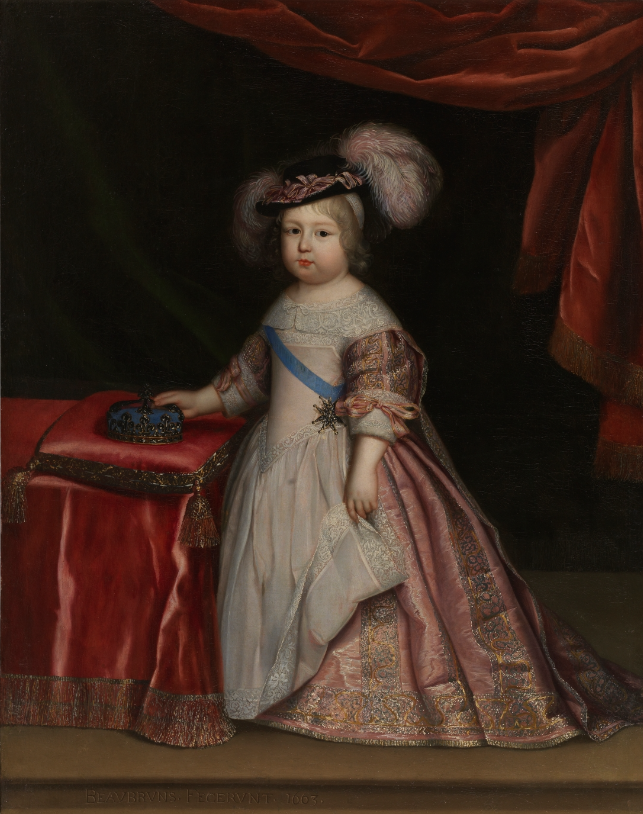
Louis khi còn nhỏ lúc 2 tuổi.

Louis sinh ngày 1 tháng 11 năm 1661 tại Cung điện Fontainebleau, Pháp. Ông là con đầu lòng và cũng là con trai trưởng của Pháp vương Louis XIV của Pháp và María Teresa của Tây Ban Nha. Louis được ban kính xưng Altesse Royale từ khi chào đời với tư cách là một Fils de France và ông cũng mang danh hiệu Dauphin của Pháp cho người kế vị đương nhiên. Louis được làm lễ rửa tội tại Château de Saint-Germain-en-Laye, Paris vào ngày  24 tháng 3 năm 1662 và được biết đến cái tên [Louis] theo tên cha. Cha mẹ đỡ đầu của ông khi đó là Giáo hoàng Clêmentê IX và Henriette Marie của Pháp, Vương hậu Anh. Ở Pháp, có một số truyền thuyết tồn tại về cuộc đời ông được kể rằng vào thời điểm Louis chào đời có một lời tiên tri nói rằng Louis sẽ là "con trai của một vị vua, cha của một vị vua, nhưng không bao giờ là một vị vua". Mặc dù, đây vẫn là một lời tiên tri truyền thuyết nhưng điều này đã được chứng minh theo thời gian vì ông mất trước cả cha mình và người con trai thứ hai của ông sau này đã trở thành Felipe V của Tây Ban Nha.
Như một truyền thống khá phổ biến ở cuộc sống cung đình châu âu thời điểm đó, Louis được chăm sóc bởi các bảo mẫu vương thất cho đến khi 7 tuổi ông được giao cho Charles Montausier để dạy các kỹ năng về quân sự và được Jacques-Bénigne Bossuet làm gia sư nhưng không cải thiện kết quả học tập của Louis. Có lẽ vì ông không thật sự nổi trội, nền giáo dục mà ông nhận được từ triều đình Pháp phần lớn điều xoay quanh các Bài giảng về Lịch sử phổ quát và các bài học đút kết qua những câu chuyện Ngụ ngôn La Fontaine hơn là nghệ thuật điều hành vương quốc. Mặt khác, gia sư riêng của ông, Montausier dường như đã truyền cho Louis một sở thích về sưu tập cổ vật, ở tuổi thanh niên, Louis đã có hẳn bộ sưu tập nghệ thuật tráng lệ được trưng bầy ở điện Versailles và lâu đài Meudon.

## Sự nghiệp quân sự

### Tuổi trẻ

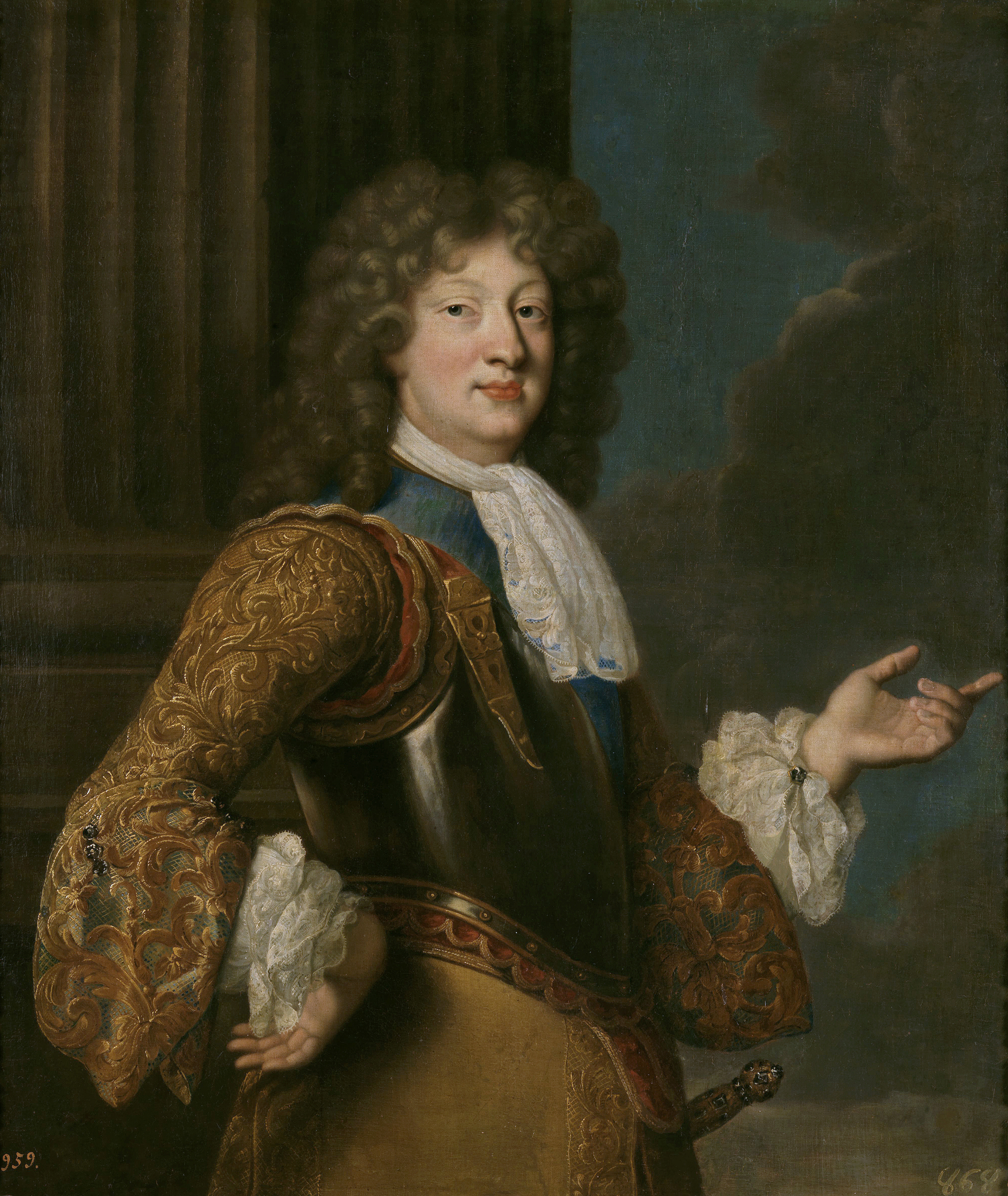
Chân dung bởi François de Troy.

Louis không đóng một vai trò quan trọng nào trong nền chính trị Pháp nhưng trong khía cạnh nào đó Louis vẫn cố gắng để trở nên nổi bật hơn với vai trò của người kế nhiệm tương lai. Trong Chiến tranh Chín Năm vào năm 1688, Louis được giao nhiệm vụ đến mặt trận Rhineland. Tuy nhiên, Louis XIV dường như không thực sự đánh giá cao người con trai này, ông từng đánh giá Louis ''biếng nhác, mập mạp và đần độn''. Vì vậy trước khi chuyến đi bắt đầu Louis đã được cha dặn dò một cách nghiêm túc. Dưới sự giám hộ của Thống chế de Duras và Vauban, Louis thành công trong việc chiếm được Philippsburg ngăn cản quân địch vượt sông Rhine và xâm lược Alsace. Chiến thắng này như một phần đã giúp khẳng định vị trí của Louis trong triều đình Pháp, cuộc khủng hoảng dẫn đến Chiến tranh Kế vị Tây Ban Nha, trong vụ việc này vua Carlos II của Tây Ban Nha qua đời trong tình trạng không có người kế vị, nếu xét theo vai vế, Louis hoàn toàn có quyền kế vị cho ngai vàng Tây Ban Nha vì thông qua họ mẹ Carlos II  là em trai mẹ ông, Vương hậu María Teresa, nhưng việc lựa chọn người kế vị về cơ bản đã bị chia rẽ giữa các bên tranh chấp Pháp và Áo, hơn thế nữa mẹ ông là con gái lớn nhất của  Felipe IV của Tây Ban Nha nên việc kế vị dường như đã chiếm ưu thế hơn cho các con của María Teresa. Để cải thiện cơ hội kế vị, Louis từ bỏ quyền lợi của mình và cả quyền lợi cho con trai cả của ông, Louis, Công tước xứ Burgundy để trao cho Philippe, Công tước xứ Anjou, người con trai thứ và không có cơ may trong hàng kế thừa ngai vàng của Pháp. Cuối cùng, Carlos II mất năm 1700 và Philip, Công tước xứ Anjou kế vị sau này là Felipe V của Tây Ban Nha.

### Qua đời
Louis mất vì bệnh đậu mùa vào ngày 14 tháng 4 năm 1711 lúc 11:30 tối ở tuổi 49 trong lâu đài Meudon, Pháp. Louis qua đời khi cha ông, Louis XIV vẫn còn trên ngai vàng vì vậy con trai cả của ông, Louis, Công tước xứ Burgundy trở thành người kế vị mới của Pháp. Thi thể của ông sau đó được chôn cất tại Vương cung thánh đường Thánh Denis cùng nơi đã từng chôn cất người vợ đầu của ông, Maria Anna Victoria xứ Bayern vào năm 1690.

## Hôn nhân

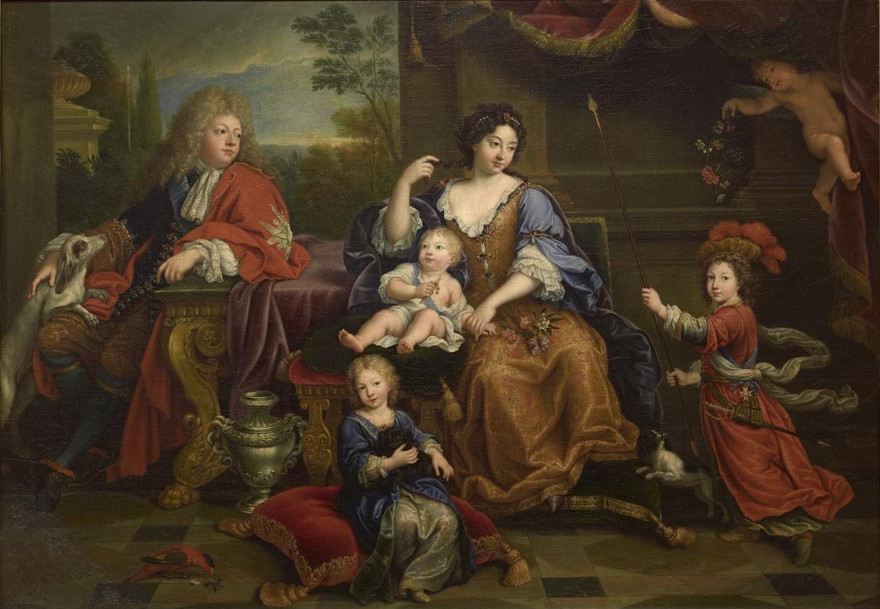
Gia đình Louis cùng vợ và các con.

Louis từng tỏ ý muốn kết hôn với Marie Louise của Orléans con gái của Philippe I xứ Orléans nhưng cuộc hôn nhân này không được chấp thuận bởi cha ông, Louis XIV muốn cũng cố mối quan hệ giữa Tây Ban Nha thông qua cuộc hôn nhân giữa Marie Louise với vị vua tương lai Carlos II của Tây Ban Nha. Vào ngày 7 tháng 3 năm 1680 Louis kết hôn với Maria Anna Victoria xứ Bayern và sinh được 3 người con trai, trong đó người con trai thứ hai của ông sau này trở thành Felipe V của Tây Ban Nha. Năm 1690, Maria Anna Victoria xứ Bayern qua đời, vốn không có thiện cảm đặt biệt với vợ, Louis sau đó đã nhanh chóng bí mật kết hôn với tình nhân Marie Émilie de Joly de Choin, nhưng bà không nhận được địa vị nào từ Hoàng gia Pháp vì cuộc hôn nhân này vẫn không được chấp nhận trên danh nghĩa.

### Con cái

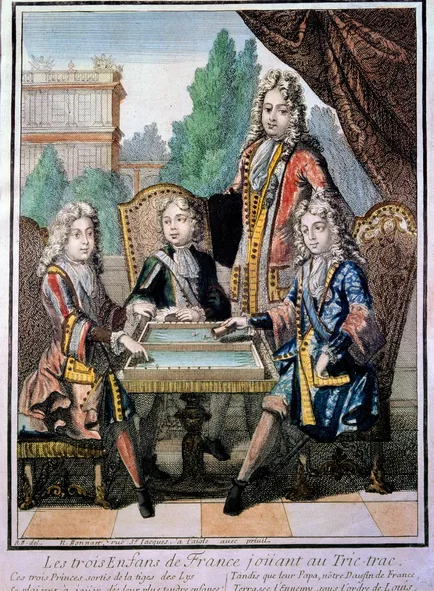
Louis và 3 người con của ông đang chơi Trictrac, 1 trò gần giống với cờ cá ngựa.

- Louis và 3 người con của ông đang chơi Trictrac, 1 trò gần  giống với cờ cá ngựa.Louis của Pháp (16 tháng 8 năm 1682 – 18 tháng 2 năm 1712), Công tước xứ Burgundy và sau này là Dauphin của Pháp; kết hôn với người em họ đời thứ hai, Marie Adélaïde xứ Savoie, con gái trưởng của Công tước xứ Savoie và là cha của Louis XV, vị vua tương lai của Pháp.
- Felipe V của Tây Ban Nha (19 tháng 12 năm 1683 – 9 tháng 7 năm 1746), Công tước xứ Anjou và sau này là Vua của Tây Ban Nha; kết hôn lần đầu với người em họ đời thứ hai, Maria Luisa xứ Savoie và có con cái; kết hôn lần thứ hai với Elisabeth Farnese và có con cái, trong đó có Dauphine tương lai của Pháp, Infanta Maria Teresa Rafaela của Tây Ban Nha và Carlos III, Vua tương lai của Tây Ban Nha và Mariana Victoria, Hoàng hậu của Bồ Đào Nha.
- Charles của Pháp (31 tháng 7 năm 1686 – 5 tháng 5 năm 1714), Công tước xứ Berry, xứ Alençon và xứ Angoulême, Bá tước xứ Ponthieu; kết hôn với Marie Louise Élisabeth xứ Orléans và có con cái nhưng không có ai sống quá một năm.

Vì vậy, qua hai người con trai lớn của mình là Công tước xứ Burgundy và Anjou, Louis đã đảm bảo sự tiếp tục của dòng họ Bourbon trên ngai vàng Pháp và sự thành lập triều đại Bourbon-Tây Ban Nha.
Ngoài đứa con không tên với Marie Émilie de Joly de Choin, Madame de Choin, Louis còn có hai con gái ngoài giá thú với Françoise Pitel:
- Anne Louise de Bourbon (1695 – tháng 8 năm 1716) – vợ của Anne Errard d'Avaugour;
- Charlotte de Fleury (6 tháng 2 năm 1697 – 1750) – vợ của Gérard Michel de La Jonchère.

Với một nhân tình khác, Marie Anne Caumont de La Force, ông có một con gái:
- Louise Émilie de Vautedard (1694–1719) – vợ của Nicolas Mesnager.